# The Harbourmaster Dublin
The Harbourmaster (Denkmalnummer: 2095). erbaut um 1830, befindet sich in den Custom House Docks in den Dublin Docklands. Seine ursprüngliche Nutzung als Haus des Hafenmeisters und somit Sitz der Hafenverwaltung wurde aufgegeben. Heute befindet sich dort ein Pub und ein Restaurant.

## Geschichte
Das im georgianischen Stil gebaute Gebäude erhielt zunächst den Namen Dock Offices. Es war das Hauptzentrum des Dubliner Hafens, in dem z. B. die Krankosten, die Abschleppgebühren, die Lotsengelder und die Anlegemöglichkeiten des Schiffsverkehrs geregelt wurden. Der Harbourmaster befand sich mit seiner Lage, den George’s Dock überblickend, inmitten des Zollverkehrs. Der Sitz des Hafenmeisters wurde nachfolgend zum Alexandra-Becken umgesiedelt und der Komplex an die Thomas Read Group verkauft. Als Teil des Neuentwicklungsprojekts Docklands wurde der Komplex um das Jahr 2000 von seinem neuen Besitzer umgebaut und fungiert seitdem als Pub und Restaurant.

## Umbau
Der goldene Schriftzug „Dock Offices“ befindet sich bis heute mittig an der Mauerseite neben dem Eingang. An der westlichen Seite des freistehenden zweistöckigen Komplexes grenzt ein dreistöckiger Turm mit bemalten Uhren aus Metall zur jeder Seite, auf dem sich ein mit hölzernen Luftschlitzen versehener Glockenturm mit einem gewölbten Dach und Wetterhahn befindet. Das Mauerwerk des Harbourmaster‘s besteht aus gelben Backsteinen, und auf der westlichen Seite erstreckt sich ein bei den Renovierungsarbeiten neu angebauter Wintergarten. Bei den Umbauarbeiten wurde darauf geachtet, den ursprünglichen Charakter des Gebäudes zu erhalten und nur die Inneneinrichtung maßgeblich zu ändern, so entwickelte sich der Harbourmaster zwischen den Bürogebäuden zu einer Hauptanlaufstelle am George’s Dock.